# Smannell
Smannell est une paroisse civile et un village du Hampshire, en Angleterre.